# 片岡三佐子
片岡 三佐子（かたおか みさこ、12月13日 - ）は、西日本放送の元アナウンサー・ラジオプロデューサー。

## 来歴
香川県出身。神戸大学卒業。
アナウンサー時代には、主に同局ラジオ部門のRNCラジオで活動していた。
その後の人事異動により、2006年3月をもってラジオ制作の現場から離れた。

## 担当番組

### テレビ番組
- RNC6:00

### ラジオ番組
- ランプリング・タイム・イン・ステップ
- ふれあいマップ わいわいStation
- モーニングサタデー
- 土曜わくわくBOX
- You遊ステーション
- 情報てんこもりラジオでDON - 月曜・火曜・水曜アシスタント[3]